# Tal'menskij rajon
Il Tal'menskij rajon (in russo Тальменский район?) è un rajon del kraj dell'Altaj, nella Russia asiatica.